# Joash Leader
Joash Leader (sinh ngày 20 tháng 8 năm 1990) là một cầu thủ bóng đá người Saint Kitts và Nevis thi đấu cho St. Paul's United, ở vị trí tiền vệ.

## Sự nghiệp quốc tế

### Bàn thắng quốc tế
| Bàn thắng | Ngày                | Địa điểm                                 | Đối thủ                  | Tỉ số | Kết quả | Giải đấu                                     | Nguồn |
| --------- | ------------------- | ---------------------------------------- | ------------------------ | ----- | ------- | -------------------------------------------- | ----- |
| 1.        | 5 tháng 9 năm 2014  | Warner Park Sporting Complex, Basseterre | Dominica                 | 5–0   | 5–0     | Vòng loại Cúp bóng đá Caribe 2014            |       |
| 2.        | 26 tháng 3 năm 2015 | TCIFA National Academy, Providenciales   | Quần đảo Turks và Caicos | 1–1   | 6–2     | Vòng loại giải vô địch bóng đá thế giới 2018 |       |
| 3.        | 26 tháng 3 năm 2015 | TCIFA National Academy, Providenciales   | Quần đảo Turks và Caicos | 2–2   | 6–2     | Vòng loại giải vô địch bóng đá thế giới 2018 |       |